# Villa Caldogno
La villa Caldogno est une villa veneta attribuée à Andrea Palladio sise dans la commune de Caldogno, à proximité de son centre, dans la province de Vicence et la région Vénétie, en Italie.
Palladio, ami de la famille Caldogno, intervient sur une structure préexistante, datant peut-être de la première moitié du XVe siècle, nettement visible dans le sous-sol qui héberge actuellement la bibliothèque municipale.
Désormais propriété de la commune de Caldogno, la villa est devenue un lieu d'activités et d'évènements culturels.
Cette villa, ainsi que vingt-trois autres et le centre historique de la ville de Vicence sont inscrits sur la liste du patrimoine mondial de l'UNESCO.

## Le projet

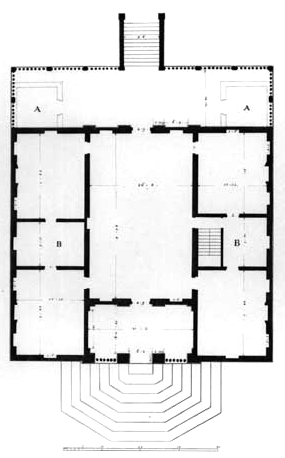
Plan, dû à Ottavio Bertotti Scamozzi (1778).

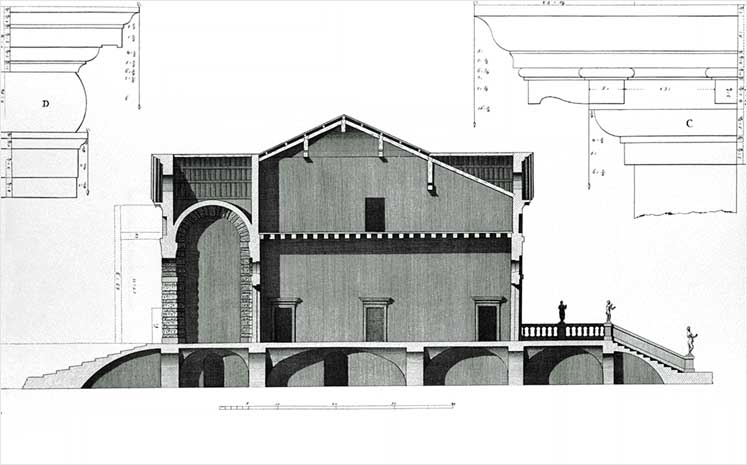
Coupe, due à Ottavio Bertotti Scamozzi (1778).

En 1541, le commanditaire Losco Caldogno, aristocrate vicentin et actif commerçant de la soie, reçoit en héritage une cour agricole et de nombreux champs à Caldogno. Il a des liens de parenté avec des clients de Palladio, comme les Muzani et ensuite les Godi, et lui a probablement commandé la restructuration de la propriété agricole.
En l'absence de documents, la date de l'intervention n'est pas précise mais il est possible de fixer le début des travaux en 1542 et la maison est certainement habitée en 1567. Quant à la date 1570, gravée sur la façade, elle indique probablement la fin des travaux de décoration.
Cette villa n'est pas mentionnée dans le traité Les Quatre Livres de l'architecture et si aucun document ne prouve qu'elle est l'œuvre de l'architecte padouan, des analogies avec les villas palladiennes Pisani à Bagnolo et Saraceno, notamment la façade antérieure, ont déterminé son attribution à Palladio.
Le plan est très simple et les pièces ne sont pas parfaitement proportionnées, probablement la conséquence de l'utilisation des murs de la structure préexistante.
La façade principale est dominée par l'arcade triple du hall d'entrée, surmontée d'un fronton, mise en évidence par un encadrement en bossage en briques.
Au XVIIe siècle, une terrasse et l'ajout de deux petites tours d'angle ont modifié l'aspect de la façade postérieure.

## L'intérieur et sa décoration

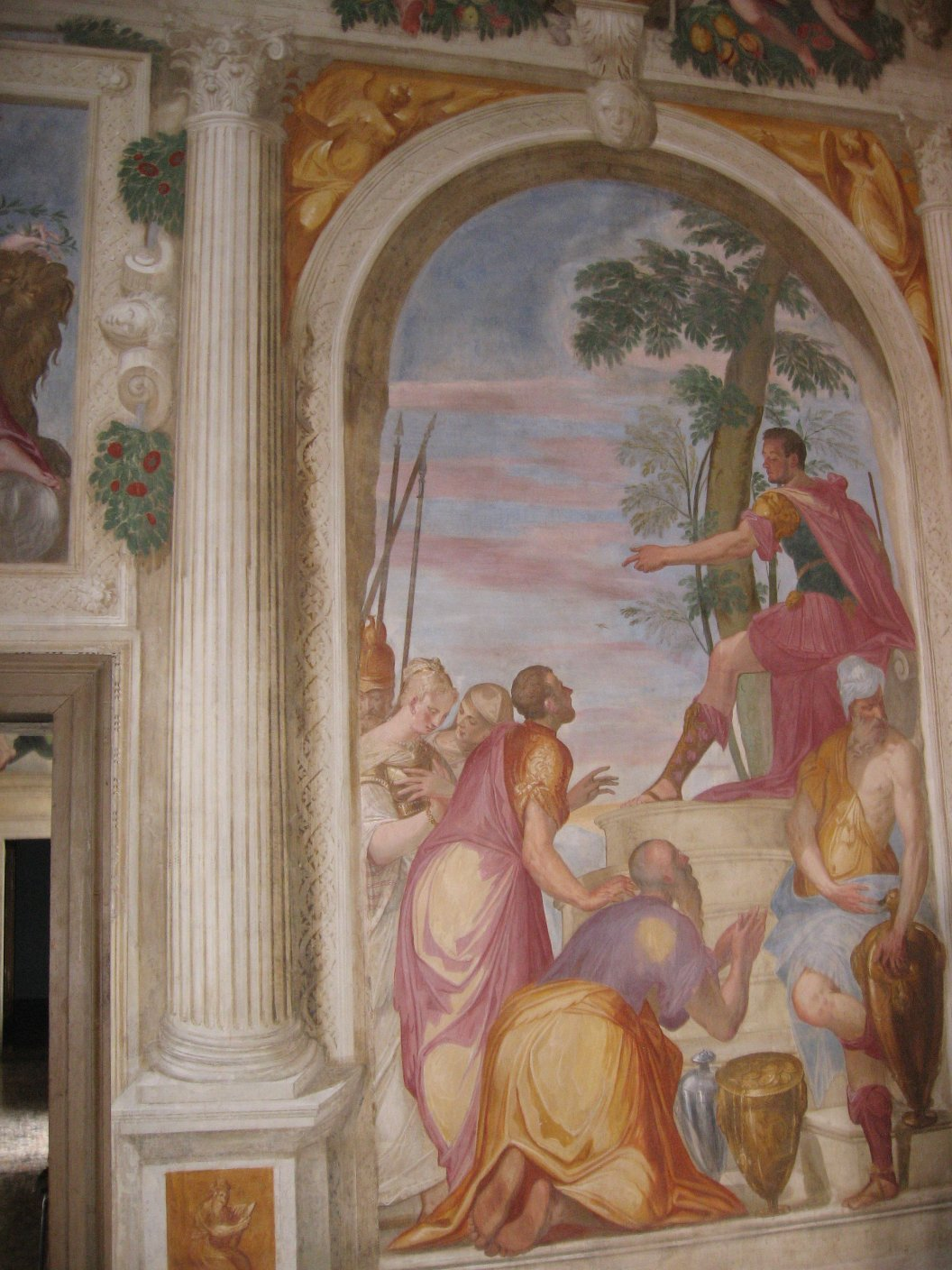
Épisode de la vie de Scipion l'Africain.

L'inscription gravée sur la façade (Angelus Calidonius Luschi Filius MDLXX) atteste de l'achèvement du bâtiment en 1570 par Ange, le fils de Losco Caldogno, mais plus probablement de la fin des travaux de décoration qu'il avait commandés.
La loggia est décorée par Giovanni Battista Fasolo, de fresques représentant la vie en villégiature: un concert et une partie de tric-trac. Ces fresques annoncent le thème du salon central, également réalisé par Fasolo, sur lequel la loggia débouche. On y trouve également des représentations de vie quotidienne à l'intérieur d'une architecture feinte.
Les deux pièces principales de gauche sont décorées de fresques, dues à Giovanni Antonio Fasolo et Giovanni Battista Zelotti. Elles relatent des épisodes de la vie de Scipion l'Africain et de l'histoire de Sofonisba.
Par la suite Giulio Carpioni, pour sa première peinture à fresque, réalise la décoration d'une partie d'une pièce située du côté occidental de la villa, créée par la démolition d'un escalier en 1646.
Le stanzino del Carpioni montrent des épisodes inspirés de la tragi-comédie pastorale Il Pastor fido de Giovanni Battista Guarini, qui connaît un grand succès au XVIe siècle et est redécouverte au XVIIIe siècle.
À Costantino Pasqualotto sont attribuées les frises, exécutées dans la partie haute des murs des pièces à droite du salon, les uniques décorations anciennes actuellement visibles dans cette aile de la villa, aujourd'hui utilisée pour des installations d'art contemporain.

## Images

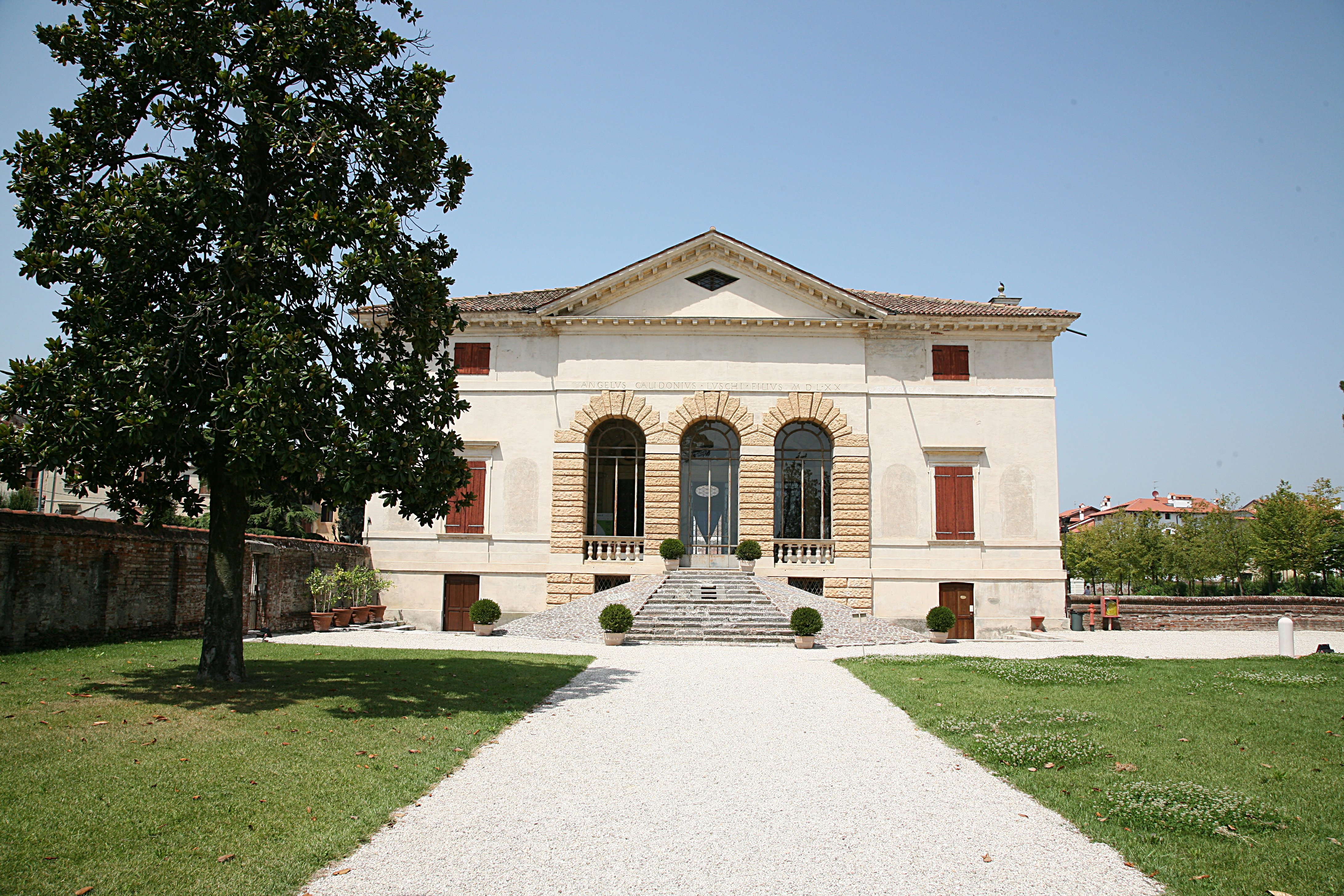
Façade antérieure.
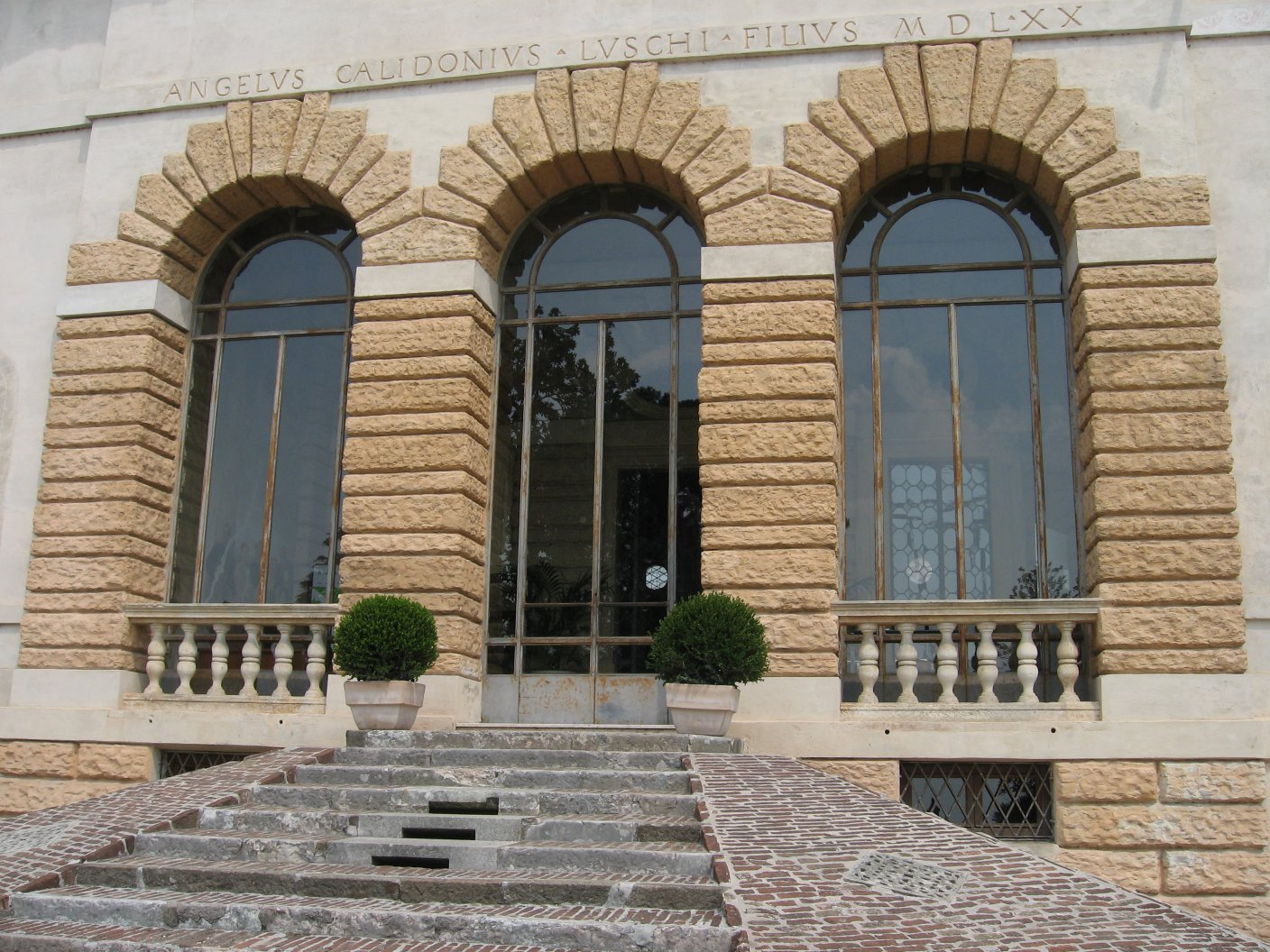
Détail du bossage de l'arcade triple de la façade.
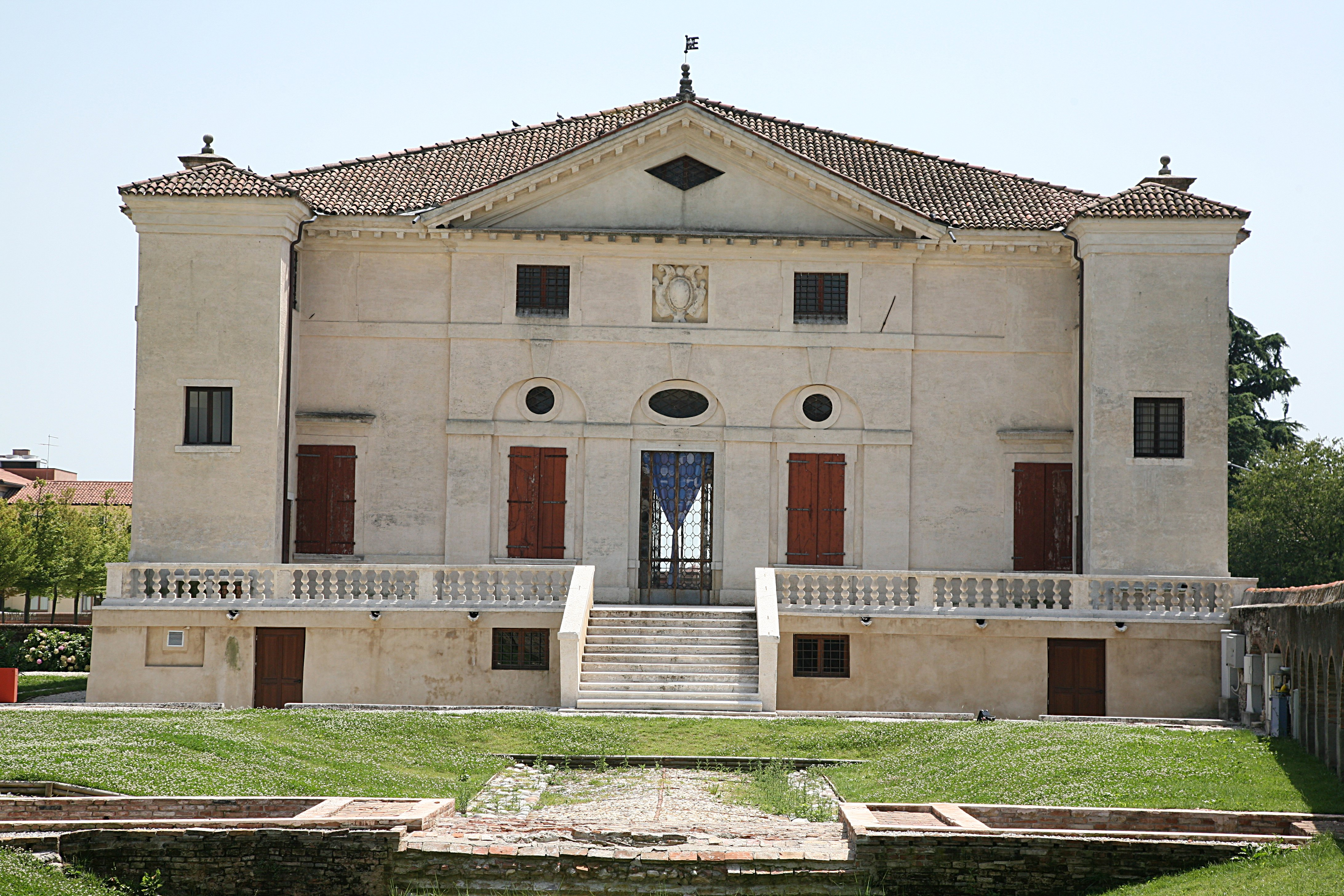
Façade postérieure.
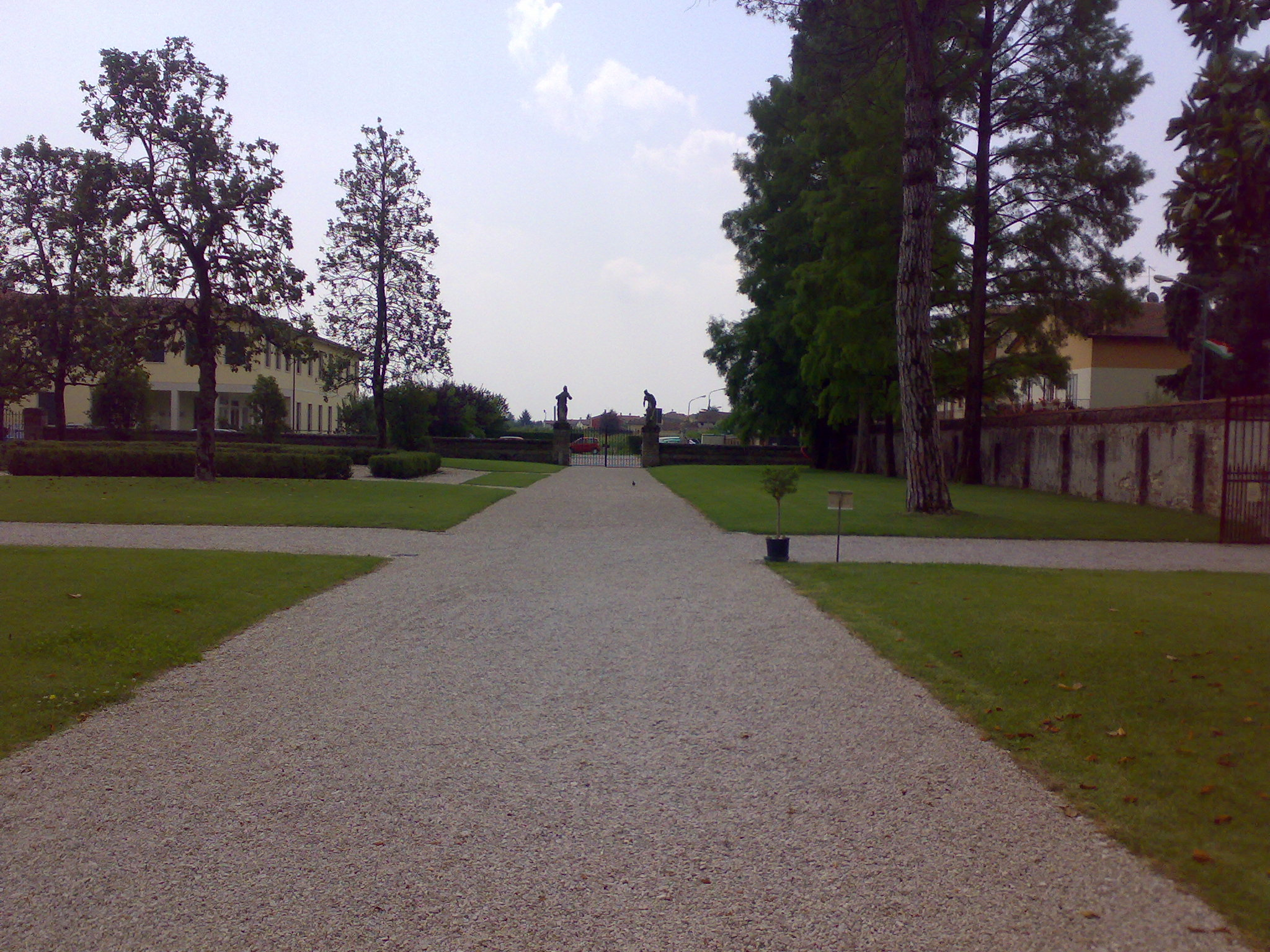
Vue du parc.
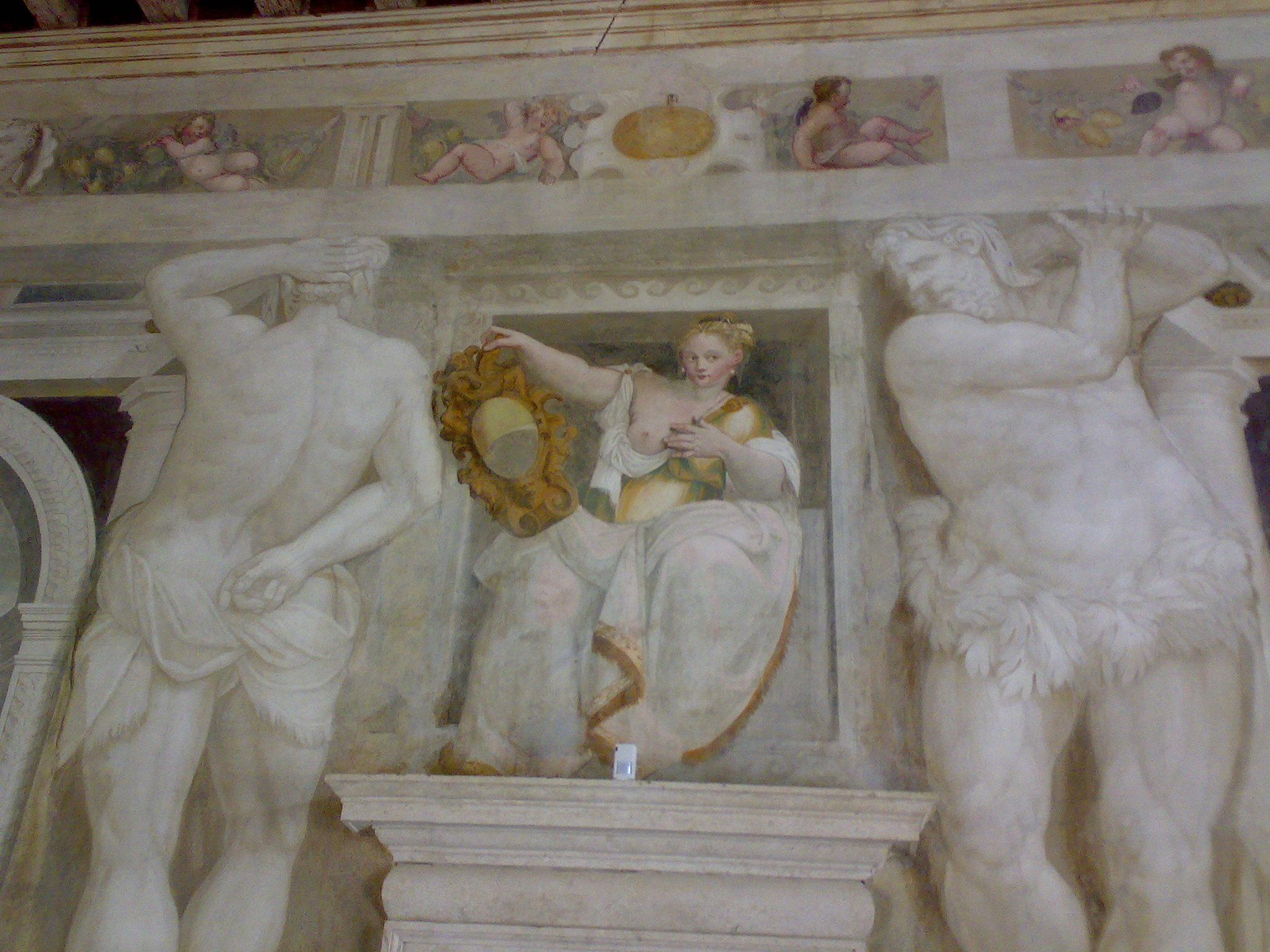
Fresque du salon.
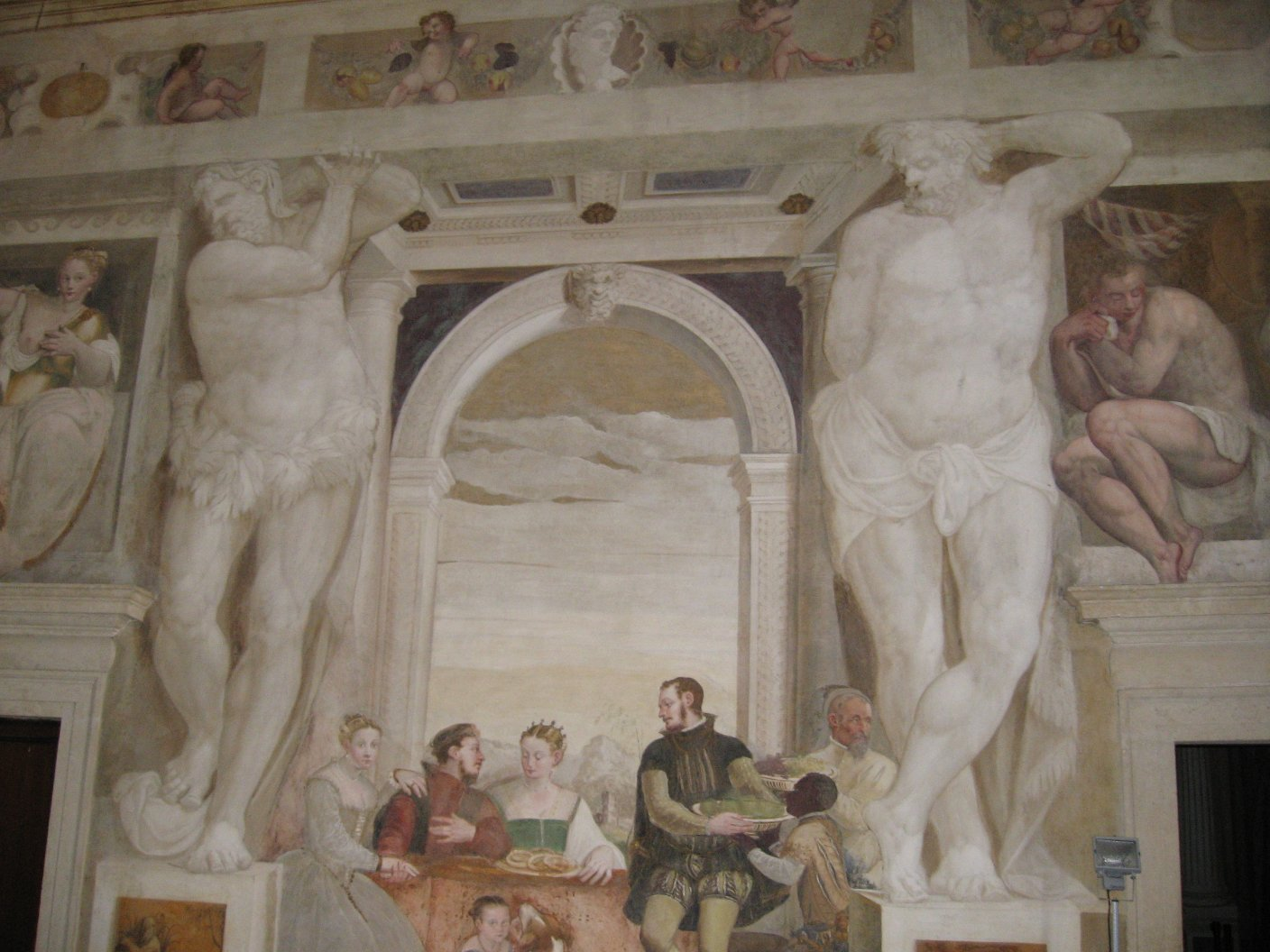
Fresque du salon.
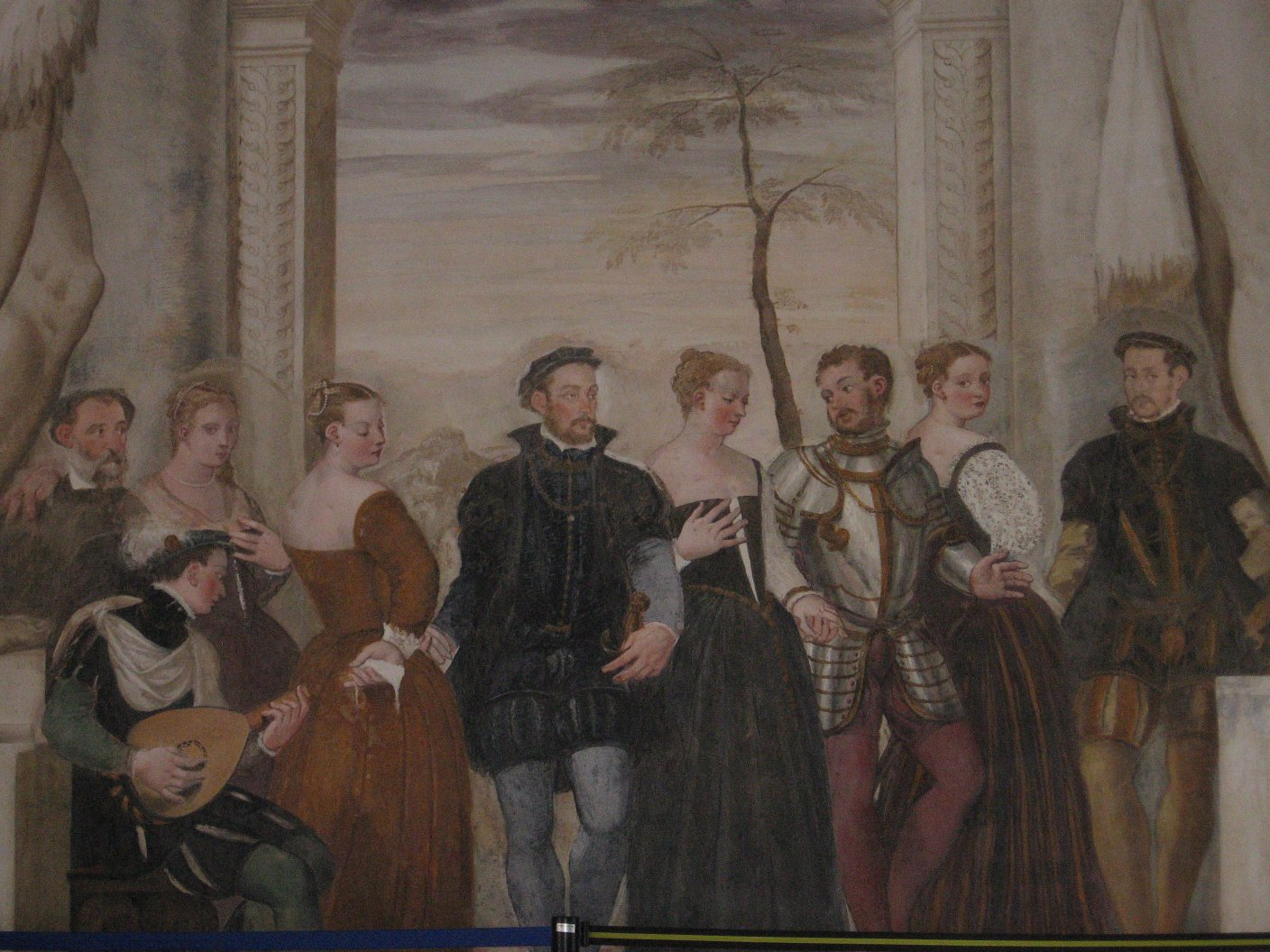
Fresque du salon, épisode de la vie aristocratique : la danse.
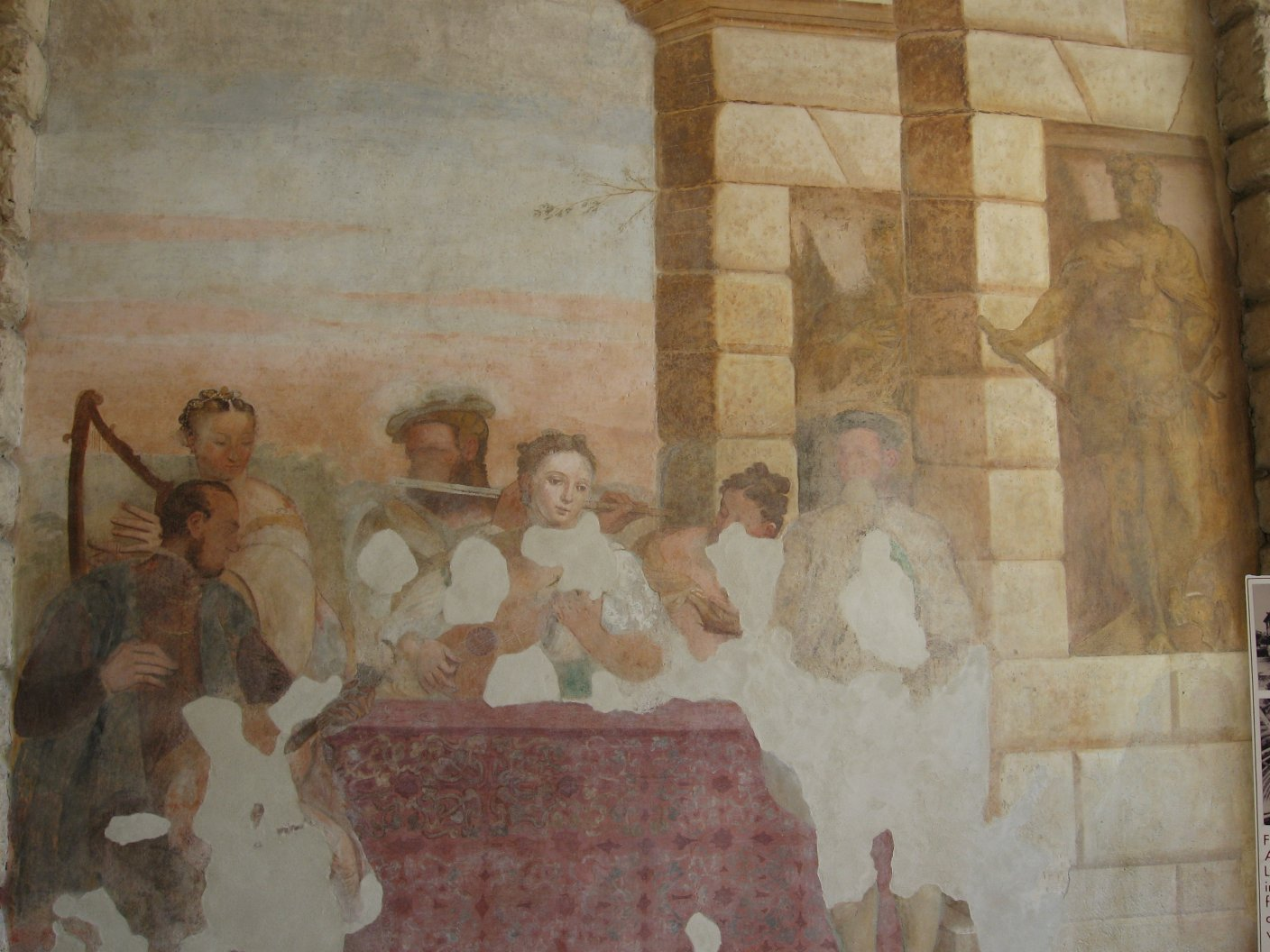
Fresque du salon, épisode de la vie aristocratique : le concert.

## Sources et références
- (it) Cet article est partiellement ou en totalité issu de l’article de Wikipédia en italien intitulé « Villa Caldogno » (voir la liste des auteurs) dans sa version du 27 septembre 2008. Il est lui-même partiellement issu du texte relatif à la villa Caldogno, sur le site du CISA, http://www.cisapalladio.org, lequel a autorisé sa publication (cf  tkt #2008031210017761)